# Ana Luiza Almeida Ferro
Ana Luiza Almeida Ferro (São Luís, 23 de maio de 1966) é uma promotora de justiça, escritora, poeta e jurista brasileira premiada nacional e internacionalmente. Membro da Academia Maranhense de Letras (AML), ocupa a cadeira 12, que tem Joaquim Serra como patrono. Foi a primeira presidente da Academia Maranhense de Letras Jurídicas (AMLJ), de 2011 a 2013, e atua como promotora de justiça do Estado do Maranhão, conferencista e oradora.

## Formação e atuação acadêmicas
Ana Luiza cursou licenciatura em Letras-Inglês, de 1984 a 1988, e bacharelado em Direito, de 1988 a 1993, pela Universidade Federal do Maranhão (UFMA). Pela Universidade Federal de Minas Gerais (UFMG) obteve mestrado e doutorado em Ciências Penais na Faculdade de Direito, em 2002 e 2006, respectivamente. Em 2018, defendeu pesquisa pós-doutoral em Derechos Humanos na Universidad de Salamanca (Espanha). Com efeito, atuou como professora de Criminologia da pós-graduação em Ciências Penais da Fundação Escola Superior do Ministério Público de Minas Gerais, de 2001 a 2003, bem como na pós-graduação em Direito da Universidade Ceuma, de 2004 a 2017. De acordo com o autor José Neres, trata-se de “uma das mais importantes intelectuais maranhenses destas duas primeiras décadas do século XXI [...] desde a poesia até aprofundados trabalhos de pesquisa histórica, com ênfase na atuação no campo jurídico”.

## Obras
Entre seus principais títulos estão "1612: os papagaios amarelos na Ilha do Maranhão e a fundação de São Luís", "O Tribunal de Nuremberg: dos precedentes à confirmação de seus princípios" e "Crime organizado e organizações criminosas mundiais", livro pelo qual foi entrevistada por Jô Soares, em 2010.
Biografias e historiografías
- 1612: os papagaios amarelos na Ilha do Maranhão e a fundação de São Luís[8][9] (Edição brasileira. Curitiba: Juruá Editora, 2014);
- 1612: os franceses na Ilha do Maranhão e a fundação de São Luís (Edição portuguesa. Lisboa: Editorial Juruá, 2014);
- Mário Meireles: historiador e poeta[10] (Curitiba: Juruá Editora, 2015);
- Na Casa de Antônio Lopes: posse na cadeira n. 25 do Instituto Histórico e Geográfico do Maranhão (São Luís: ESMAM, 2017), coautoria com Cleones Carvalho Cunha.

Jurídicos
- O Tribunal de Nuremberg: dos precedentes à confirmação de seus princípios (Belo Horizonte: Mandamentos Editora, 2002);
- Escusas absolutórias no Direito Penal (Belo Horizonte: Del Rey Editora, 2003);
- Robert Merton e o funcionalismo (Belo Horizonte: Mandamentos Editora, 2004);
- O crime de falso testemunho ou falsa perícia: atualizado conforme a Lei n. 10.268, de 28 de agosto de 2001 (Belo Horizonte: Del Rey Editora, 2004);
- Interpretação constitucional: a teoria procedimentalista de John Hart Ely (Belo Horizonte: Decálogo Editora, 2008);
- Crime organizado e organizações criminosas mundiais[11][12] (Curitiba: Juruá Editora, 2009);
- Criminalidade organizada: comentários à Lei 12.850, de 02 de agosto de 2013[13] (Curitiba: Juruá Editora, 2014), coautoria com Flávio Cardoso Pereira e Gustavo dos Reis Gazzola;
- Justiça em Kelsen e Direito em Luhmann (Curitiba: Juruá Editora, 2018);
- O Tribunal de Nuremberg: precedentes, características e legado[14] (2ª ed. Belo Horizonte: Del Rey Editora, 2019).

Poesias e crônicas
- Versos e anversos (Belo Horizonte: Mandamentos Editora, 2002), coautoria com Wilson Pires Ferro e José Ribamar Pires Ferro;
- Quando: poesias (São Paulo: Scortecci Editora, 2008);
- A odisséia ministerial timbira: poema (São Luís: AMPEM, 2008);
- O náufrago e a linha do horizonte: poesias (São Paulo: Scortecci Editora, 2012);
- Folhas ludovicenses: artigos e crônicas (São Luís: Edições AML, 2019).

## Academias e sociedades
A autora é membro titular do PEN Clube do Brasil e integra a European Society of International Law (ESIL) e a União Brasileira de Escritores (UBE). É membro efetivo e perpétuo da Academia Brasileira de Direito (ABD), em que ocupa a cadeira 16, que tem Cândido Mendes de Almeida como patrono, e membro fundador da Academia Ludovicense de Letras (ALL), em que ocupa a cadeira 31, que tem Mário Martins Meireles como patrono. Além disso, é membro de honra da Sociedade Brasileira de Psicologia Jurídica (SBPJ), membro correspondente da Academia Cearense de Letras (ACL) e do Instituto Histórico e Geográfico de Santa Catarina (IHGSC), e sócia efetiva do Instituto Histórico e Geográfico do Maranhão (IHGM), em que ocupa a cadeira 36, que tem Astolfo Serra como patrono.

## Premiações e homenagens
Ferro venceu o prêmio literário “Monólogos históricos para o PEN Clube em tempos de confinamento e reclusão” com o texto “O mundo cabe no meu quarto”, em 2020, e conquistou duplamente o segundo lugar no prêmio “Poesia, Prosa e Arti figurative”, da Accademia Internazionale Il Convivio (Itália), com “Quando” – na Sezione Stranieri, Libro edito in portoghese –, em 2014, e com “O Tribunal de Nuremberg” – na Sezione Autori Stranieri –, em 2019. Em 2015, a escritora recebeu o “Prêmio Literário Nacional PEN Clube do Brasil” – na categoria ensaio – com o livro “1612”. No ano anterior, menção honrosa no Prêmio Pedro Calmon, do Instituto Histórico e Geográfico Brasileiro (IHGB), foi-lhe ofertada.
Outros reconhecimentos e homenagens incluem a “Medalha da Ordem do Mérito em Direitos Humanos” (CECGP e SVT Faculdade), em 2018, o troféu “Latin American Quality Institute” e o título de “Master in Total Quality Administration”, no México, ambos em 2016, as comendas “Gonçalves Dias” (IHGM), em 2013, e “Arcelina Mochel” (Ampem), em 2009. Já por sua atuação literária, foi homenageada na primeira edição da Feira do Livro do Autor e Editor Maranhense (Flaema), em 2016.